# Gamla Santessonska tenngjuteriet
Gamla Santessonska tenngjuteriet (Gamla tenngjuteriet, Gamla Tenngjuteriet Holmberg & Björk med flera namn) var ett företag inom tenngjuteri i Stockholm grundat 1829 som i flera generationer drevs av medlemmar av släkten Santesson. 

## Historik
Företaget grundades dock inte av en Santesson; Nils Abraham Santesson (1808-86) som varit gesäll hos tenngjutaren W Helledaij fick småningom överta dennes verkstad och drev den från 1839 som tenngjutarmästare. Nils Abraham var den siste åldermannen bland tenngjutarmästarna. Firman fanns då på Västerlånggatan i Gamla stan. Sonen Frans Santesson (Frans Abraham Nikolaus, 1834-1916) övertog företaget 1879 (eller 1862). Vid denna tid var tennsoldater populära leksaker och firman tillverkade allt ifrån sådana till praktföremål.
Sedan följde en besvärligare tid med bland annat en konkurs och ombildning; möjligen är det efter denna konkurs som företaget ombildades till aktiebolaget Gamla Santessonska tenngjuteriet. Frans son Nils Santesson drev företaget under ett par år kring skiftet 1900 men försvann sedan ut åt annat håll. Företaget upplöstes 1916 men återskapades i början på 1920-talet av Ferdinand Holmberg som varit Gamla Santessonska tenngjuteriets verkmästare. Företaget bytte snart namn till Gamla Tenngjuteriet Holmberg & Björk, ofta förkortat till bara Gamla Tenngjuteriet. Fabriken låg då på Västerlånggatan, dock på annan adress än den ursprungliga, med butik i anslutning. Man hade ytterligare en butiks- och utställningslokal på Hamngatan.
Nils Abraham Santessons bror Berndt Oskar Santesson (1815-1887) blev 1843 tenngjutarmästare i Stockholm och var 1845 med om att grunda Svenska slöjdföreningen. Hans verkstad, som inte hade något med broderns att göra, hette B. O. Santesson Tenngjuteri. 1887 övertogs verkstaden av sonen Bror Fredrik Santesson (1863-1949), vilken var den sista tenngjutaren att avlägga tenngjutareden. Hans båda söner Bror-Oscar Santesson (1913-1998) och Berndt Gustaf Ludvig Carl Fredrik (1910-1983) övertog på 1940-talet verksamheten.
På 40-talet låg firmans huvudkontor på Lidingö och drevs då av Bror-Oscar Santesson under namnet B. O. Santesson Tenngjuteri. Företaget var då landets äldsta tenngjutarfirma. Butiken på Hamngatan fanns kvar till allra minst 1957. 1962 gav Bror-Oscar ut boken Gammalt tenn.
Restaurang Tennstopet i Stockholm fick sitt namn under ledning av Bror Axel Santesson, ett av Nils Abraham Santessons barnbarn. Bror Axel Santesson var ingenjör och tenngravör. Han köpte rörelsen 1891 och prydde sedan lokalerna med åtskilliga tennstop. Restaurangen kallades för "Tennstopet" av gästerna innan namnet var officiellt.

## Ägarna
- Nils Abraham Santesson (1808–1875) tenngjutarmästare, skråets ålderman[5]
- Berndt-Oscar Santesson (1815–1887) tenngjutarmästare, bror till Nils Abraham [5]
- Frans Santesson (1834-1916) tenngjutarmästare, son till Nils Abraham[2][10]
- Bror Axel Santesson, ingenjör och tenngravör, innehavare av restaurang Tennstopet. Sonson till Nils Abraham[8][9]
- Nils Santesson (1873–1960) tenngjutare skulptör och skriftställare, son till Frans[11]
- Bror-Oscar Santesson (1913–1998) tenngjutarmästare, sonson till Berndt-Oscar[5][10] troligen siste innehavaren av familjeföretaget